# Пристегните ремни
«Пристегните ремни» (итал. Allacciate le cinture) — итальянский художественный фильм 2014 года, снятый режиссёром Ферзаном Озтепеком.
Слоган фильма — «История любви, которая может лишить вас сна».

## Сюжет
Знакомство Елены и Антонио происходит на обычной остановке общественного транспорта в толпе людей. Они ссорятся, оскорбляют друг друга последними словами, а Антонио едва не доводит дело до рукоприкладства. Кажется, больше им не суждено встретиться. Но вскоре Елена узнаёт, что хамоватый красавчик — парень её лучшей подруги Сильвии. Между молодыми людьми чувствуется откровенное напряжение, они уже не в силах справиться с нахлынувшими чувствами. Они женятся. Спустя несколько лет молодая женщина начинает считать этот брак главной ошибкой в своей жизни, но неожиданно её настигают значительно большие проблемы.

## В ролях
- Кася Смутняк — Елена
- Франческо Арка — Антонио
- Филиппо Шиккитано — Фабио
- Каролина Крешентини — Сильвия
- Франческо Шанна — Джорджио
- Паола Миначчони — Эгле Сантини
- Луиза Раньери — Мари

## Награды
Кинофестиваль в Черазе
- Лучший режиссёр (Ферзан Озтепек)

Кинофестиваль в Спелло
- Лучший саундтрек (Паскуале Каталано)

Премия Ciak d’oro
- Лучший саундтрек (Паскуале Каталано)

Премия Итальянского национального профсоюза киножурналистов «Серебряная лента»
- Лучшая актриса (Кася Смутняк), лучшая актриса второго плана (Паола Миначчони),
- Лучший кастинг-директор (Пино Пеллегрино)[4]

- Также фильм получил 10 номинаций на «Давид ди Донателло», но остался без единой награды[5].